# AD Once Tigres
La Asociación Deportiva Once Tigres es un club de fútbol de Costa Rica, con sede en la provincia de Cartago. Fue fundado en 1924.

## Historia
Este equipo tuvo el mérito de jugar en la Primera División de Costa Rica y se les conocía como los tigres rojinegros. Nacidos bajo la guía del Padre Turcios quien había llegado al Colegio Salesiano de 1924 a 1935.
Se mantuvo en canchas abiertas hasta que hizo una gran campaña para buscar la participación en los campeonatos oficiales. Y un año después ya eran los campeones interdistritales del sector occidental de Cartago y se obtuvo la representación para competir en el torneo cantonal de tercera.
Para aquel campeonato es el Club Sport Cartaginés quien comienza la lucha por mantenerse en la Liga Nacional de Fútbol de Costa Rica. Sin embargo se le fueron sus figuras de renombre, tres de ellos emigraron para el fútbol internacional y otros se fueron hacia San José.
Aquella directiva que luchó por mantener a los brumosos en la máxima categoría estaba en crisis. Estas circunstancias se tornaron imposibles para sostener la nómina y poder enfrentar los diferentes compromisos. No obstante para el Campeonato de Fútbol de Costa Rica 1926, se dio la expulsión del (C.S.C) por no presentarse a dos partidos del campeonato. Y tenemos a los tigres del Barrio El Molino participando por primera vez en aquella división; pero ocupa el quinto lugar.
A.D. Club Sport Once Tigres como se le conoce ahora, realizó en 1927 una serie de encuentros futbolísticos en la ciudad de Panamá integrando jugadores de alto nivel. Fue esta la institución que asumió el liderazgo en la provincia de Cartago y que para 1941 se reorganiza, consolidando la nueva Junta Directiva del entonces Centro Social, C.S. Once Tigres.
Delegación de 1927: Padre José Turcios y B, José Flores, Carlos García, Hernán Elizondo, Daniel Aguilar, Guillermo Elizondo, Antonio Velázco, José M. Meneses, Luis Jiménez, Luis Bonilla, Mario Carazo, Ricardo Calvo, Humberto Pacheco, Ricardo Campos (C.S. Cartaginés) y Lorenzo Arias.

Club Sport Once Tigres. El club del Barrio El Molino; distrito Occidental de Cartago, se prepara para viajar a Panamá donde fueron invitados a efectuar una serie de partidos en 1927.
El equipo que jugó el campeonato de 1926 ahora se encuentra en la Liga Mayor de Fútbol y en aquella oportunidad lograron mantenerse; pero al final de este último campeonato se fueron al descenso.
Esta reseña histórica se remonta a los años que van de 1924 a 1976 cuando Once Tigres formó la auténtica y única oncena brumosa de lo que sería un equipo humilde, de barrio, que se mantuvo efímeramente en la primera división y que luego participa nuevamente en los campeonatos distritales.
Asociación Deportiva Once Tigres. El club rojinegro, oriundo del barrio El Molino de Cartago se prepara para la eliminatoria distrital y obtiene el derecho de jugar el campeonato cantonal. Su consigna es buscar el cetro de la Tercera División en 1980.
La lucha del equipo de la barriada cartaginesa fue muy difícil para llegar a la liga de los consagrados; porque jugó casi cuarenta años, hasta que al fin obtiene el derecho de asistir al torneo de campeones Interdistritales.
En 1960 es Campeón Cantonal Cartaginés y su representante era Roberto Solís Ángulo.
En 1961 juega el último Torneo Nacional de Terceras Divisiones Independientes; perdiendo la final ante Rohrmoser F.C y ostenta un vicecampeonato. Y esto le da el derecho de ingresar a la Liga Nacional en 1962 y para el Campeonato de Filiales Regionales de 1968 se corona campeón. El director técnico fue Didier Saénz.
Sigue la superación porque en 1974 gestiona la renovación de su personería jurídica para su aprobación y convertirse en Asociación Deportiva. Para 1975 ya tenemos a los tigres debidamente inscritos en la FEDEFUTBOL y participando en el Festival de Cartago, donde exhiben con mucho orgullo 150 trofeos; incluyendo el obtenido en Panamá.
Vuelve a la carga en 1976 y otra vez campeoniza pasando a la tercera división (CONAFA), en calidad de invicto y de la mano de Augusto Quesada. Y es campeón en su división.
Pero el peso de la tercera división, liga adscrita a la federación sepultó las esperanzas de los jóvenes y quedaron en los últimos lugares en 1980. Y para el año siguiente logran un título júvenil (Cuarta División de CONAFA) a nivel provincial.
Pero el club cuenta con esforzados dirigentes entre ellos don Carlos Campos Arias (Presidente), quien desde hace muchos años es un insigne colaborador y tiene el firme propósito de que el equipo vuelva a la primera división.
La presencia de este equipo ha sido muy fructífera para el fútbol nacional; porque es el segundo club cartaginés en llegar a la división de honor y uno de los pocos conjuntos que se preocupó por cultivar la cantera de jugadores a nivel cantonal, de los cuales salieron grandes figuras que luego pasaron a otros equipos de la Primera, Segunda y ANAFA
(Segunda División B).
Actualmente es un equipo joven que compite en campeonatos nacionales de tercera división de Costa Rica y todavía Juega sus partidos de local en la Plaza Iglesias.
Además cuenta con ligas menores, equipo femenino y equipo veterano

## Uniforme
- Uniforme titular: Camiseta negra con ribetes Rojos, pantalón negro, medias negras.
- Uniforme alternativo: Camiseta blanca con detalles negros, pantalón blanco, medias blancas.

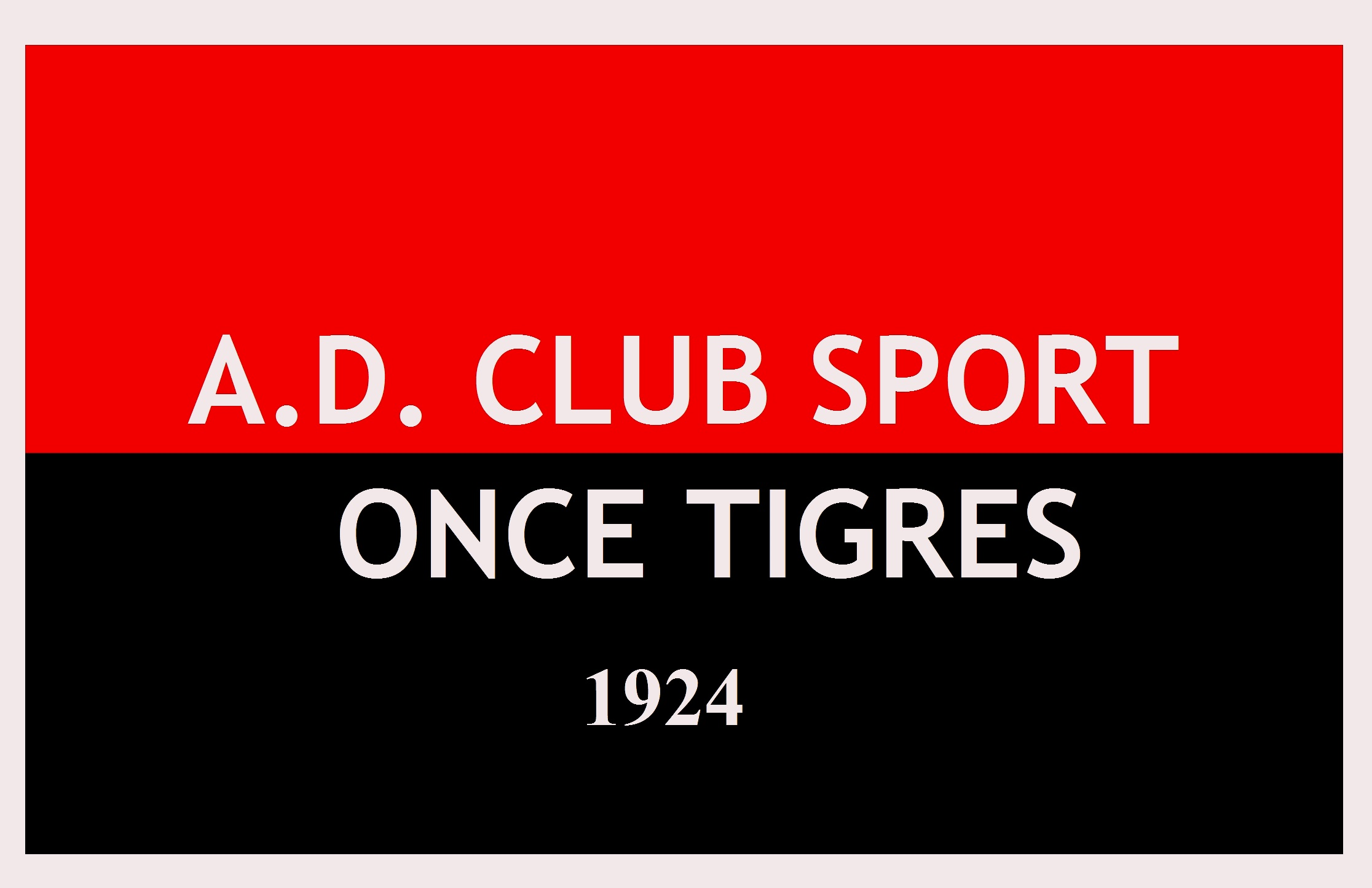
Cartago: A.D. CLUB SPORT ONCE TIGRES 1924 Tercera División de Costa Rica

## Ascenso
Tercera División 1924
Liga Nacional de Fútbol de Costa Rica 1926-27
Tercera División (Liga Nacional) 1927–1968
Tercera División de Costa Rica 1968-12

## Palmarés
Torneos nacionales
- Quinto Lugar Liga Nacional de Fútbol de Costa Rica:  1926

- Torneo de Clubes de Fútbol en la Ciudad de Panamá; trofeo de premiación:  1927

- Subcampeón de Tercera División de Costa Rica (1): 1961

- Liga Nacional Cartago (1): 1968

- Tercera División de Costa Rica Cartago (1): 1976

- Campeón Nacional de Cuarta División Cartago: 1981